# Комі Автономна Радянська Соціалістична Республіка
Комі Автономна Радянська Соціалістична Республіка (Комі АРСР) — у 1936—1990 роках автономна республіка на північному заході РРФСР. Столицею Комі АРСР було місто Сиктивкар.

## Адміністративний поділ
При утворенні Комі АРСР до її складу входили:
- Іжемський район
- Летський район
- Прилузький район
- Сторожевський район
- Сиктивкарський район
- Сисольский район
- Троїцько-Печорський район
- Удорський район
- Усть-Усинський район
- Усть-Вимський район
- Усть-Куломський район
- Усть-Цилемський район

## Демографія
За переписом 1939 року, 72,5 % населення Комі АРСР (231,3 тис. чол.) становили представники народу комі. Надалі їх чисельність дещо зростала, проте процентна частка в загальному складі населення падала за рахунок збільшення чисельності представників інших національностей СРСР і до 1989 року становила лише 23,3 %.